# Lias
 Lias  (en occitano Liars) es una población y comuna francesa, ubicada en la región de Mediodía-Pirineos, departamento de Gers, en el distrito de Auch y cantón de L'Isle-Jourdain (Gers).

## Demografía
| 153 | 157 | 120 | 174 | 204 | 315 |
| Para los censos de 1962 a 1999 la población legal corresponde a la población sin duplicidades (Fuente: INSEE [Consultar]) |     |     |     |     |     |